# Tennistoernooi van Sydney 2005
|                                       |  |                                       |
| Alicia Molik, winnares bij de vrouwen |  | Lleyton Hewitt, winnaar bij de mannen |

Het tennistoernooi van Sydney van 2005 werd van 9 tot en met 16 januari 2005 gespeeld op de hardcourt-buitenbanen van het Olympic Park Tennis Centre in de Australische stad Sydney. De officiële naam van het toernooi was Medibank International. Het was de 113e editie van het toernooi.
Het toernooi bestond uit twee delen:
- WTA-toernooi van Sydney 2005, het toernooi voor de vrouwen
- ATP-toernooi van Sydney 2005, het toernooi voor de mannen

ATP-toernooi van Sydney – WTA-toernooi van Sydney

Toernooien sinds 1990:
1990 · 1991 · 1992 · 1993 · 1994 · 1995 · 1996 · 1997 · 1998 · 1999 · 2000 · 2001 · 2002 · 2003 · 2004 · 2005 · 2006 · 2007 · 2008 · 2009 · 2010 · 2011 · 2012 · 2013 · 2014 · 2015 · 2016 · 2017 · 2018 · 2019 · 2020 · 2021 · 2022